# Håndbold under Middelhavslegene 2001
Håndbold under Middelhavslegene 2001 i Tunis, Tunesien.

## Medaljevindere
| Event                  | Guld     | Sølv     | Bronze    |
| ---------------------- | -------- | -------- | --------- |
| Mændenes Konkurrence   | Kroatien | Tunesien | Frankrig  |
| Kvindernes Konkurrence | Frankrig | Spanien  | Slovenien |

## Placeringer

### Mændenes Konkurrence
| Plads  | Hold        |
| ------ | ----------- |
| Guld   | Kroatien    |
| Sølv   | Tunesien    |
| Bronze | Frankrig    |
| 4      | Spanien     |
| 5      | Jugoslavien |
| 6      | Slovenien   |
| 7      | Algeriet    |
| 8      | Italien     |
| 9      | Grækenland  |
| 8      | Marokko     |
| 9      | Tyrkiet     |
| 10     | Syrien      |

### Kvindernes Konkurrence
| Plads  | Hold        |
| ------ | ----------- |
| Guld   | Frankrig    |
| Sølv   | Spanien     |
| Bronze | Slovenien   |
| 4      | Jugoslavien |
| 5      | Tyrkiet     |
| 6      | Italien     |
| 7      | Tunesien    |
| 8      | Grækenland  |